# Gracie Cochrane
Pour les articles homonymes, voir Cochrane.
Gracie Cochrane est une actrice britannique. En août 2025, elle a été choisie pour interpréter Ginny Weasley dans la série télévisée Harry Potter, produite par HBO.

## Biographie
Gracie Cochrane débute sa carrière au théâtre après avoir vu la comédie musicale Frozen au Théâtre de Drury Lane.
Originaire de Bedford, elle étudie à la Sylvia Young Theatre School. En théâtre, elle passe un diplôme de niveau trois de la London Academy of Music and Dramatic Art. Elle obtient une mention « très bien ».
En 2022, elle joue le rôle d'Éponine jeune dans Les Misérables au Milton Keynes Theatre (en),.
Elle interprète Jemima Potts dans la tournée britannique de Chitty Chitty Bang Bang. Agée de 10 ans, elle fait partie de la chorale dans Beetlejuice Beetlejuice de Tim Burton. En parallèle, elle obtient un rôle dans le film Blitz de Steve McQueen. Elle y joue le rôle d'une jeune fille accompagnée d'un Border collie,.
En août 2025, elle est choisie pour interpréter le rôle de Ginny Weasley dans la série télévisée Harry Potter produite par HBO, qui sera diffusée à partir de 2027. Si le rôle de la benjamine Weasley est assez réduit dans la série de films, la série télévisée devrait offrir au personnage une plus grande importance.

## Théatre
- 2022 : Les Misérables : Jeune Éponine
- 2024 : Chitty Chitty Bang Bang :  Jemima Potts[6]

## Filmographie
Sauf indication contraire, les informations mentionnées dans cette section peuvent être confirmées par la base de données cinématographiques IMDb,  présente dans la section « Liens externes ».

### Cinéma

#### Longs-métrages
- 2021 : Belfast[2]
- 2024 : Blitz :  Young Girl in Field
- 2024 : Beetlejuice Beetlejuice : Jeune fille de la chorale[2]

### Télévision

#### Séries télévisées
- 2027 : Harry Potter (série télévisée) : Ginny Weasley